# Limnophila (Limnophila) sikorai
Limnophila (Limnophila) sikorai is een tweevleugelige uit de familie steltmuggen (Limoniidae). De soort komt voor in het Afrotropisch gebied.